# Ла Форс, Жак-Номпар де Комон
Жак-Номпар де Комон, герцог де Ла Форс (фр. Jacques-Nompar de Caumont, duc de La Force; 30 октября 1558, Ла-Форс — 10 мая 1652) — французский полководец, маршал Франции (1622), пэр Франции.

## Биография
Во время Варфоломеевской ночи потерял отца и старшего брата, сам же спасся, притворившись убитым.
В последующих Религиозных войнах сражался на стороне Генриха IV, участвовал в битве при Арке (1589).
Губернатор Беарна (1593) и Наварры.

## Война за мантуанское наследство
Во время войны за мантуанское наследство командовал войсками в Пьемонте, захватил Салуццо (1630), разбил испанцев при Мариньяно (1630).

## Семья
- Отец: Франсуа-Номпар де Комон, сеньор де Кастельно
- Мать: Филиппа де Бопуаль, мадам де Ла Форс
- Жена: Шарлотта де Гонто-Бирон